# Yuzhoudi
Yuzhoudi (kinesiska: 宇宙地, 宇宙地镇) är en köping i Kina. Den ligger i den autonoma regionen Inre Mongoliet, i den norra delen av landet, omkring 590 kilometer nordost om regionhuvudstaden Hohhot. Antalet invånare är 13503. Befolkningen består av 6 627 kvinnor och 6 876 män. Barn under 15 år utgör 12,0 %, vuxna 15-64 år 79 %, och äldre över 65 år 7,0 %.
Genomsnittlig årsnederbörd är 509 millimeter. Den regnigaste månaden är juni, med i genomsnitt 145 mm nederbörd, och den torraste är december, med 2 mm nederbörd.